# 曾巩纪念馆
曾巩纪念馆（英語：Zeng Gong Memorial Hall）是一座位于江西省抚州市的博物馆。

## 历史
2019年4月13日建成开馆，位于江西省抚州市南丰县环城南路水南村曾巩文化园内。主要介绍唐宋八大家之一的曾巩生平事迹及学术研究。建筑面积5,700平方米、展览面积5,000平方米，共有六个展厅，包含曾文定公祠、读书岩、墨池、摩崖石刻、石榻、瓣香亭、方石居等景点。馆名由中国书法家曾印泉题写。

## 营业时间
- 周二至周日：上午九点至下午五点
- 周一闭馆